# Harzer Naturistenstieg

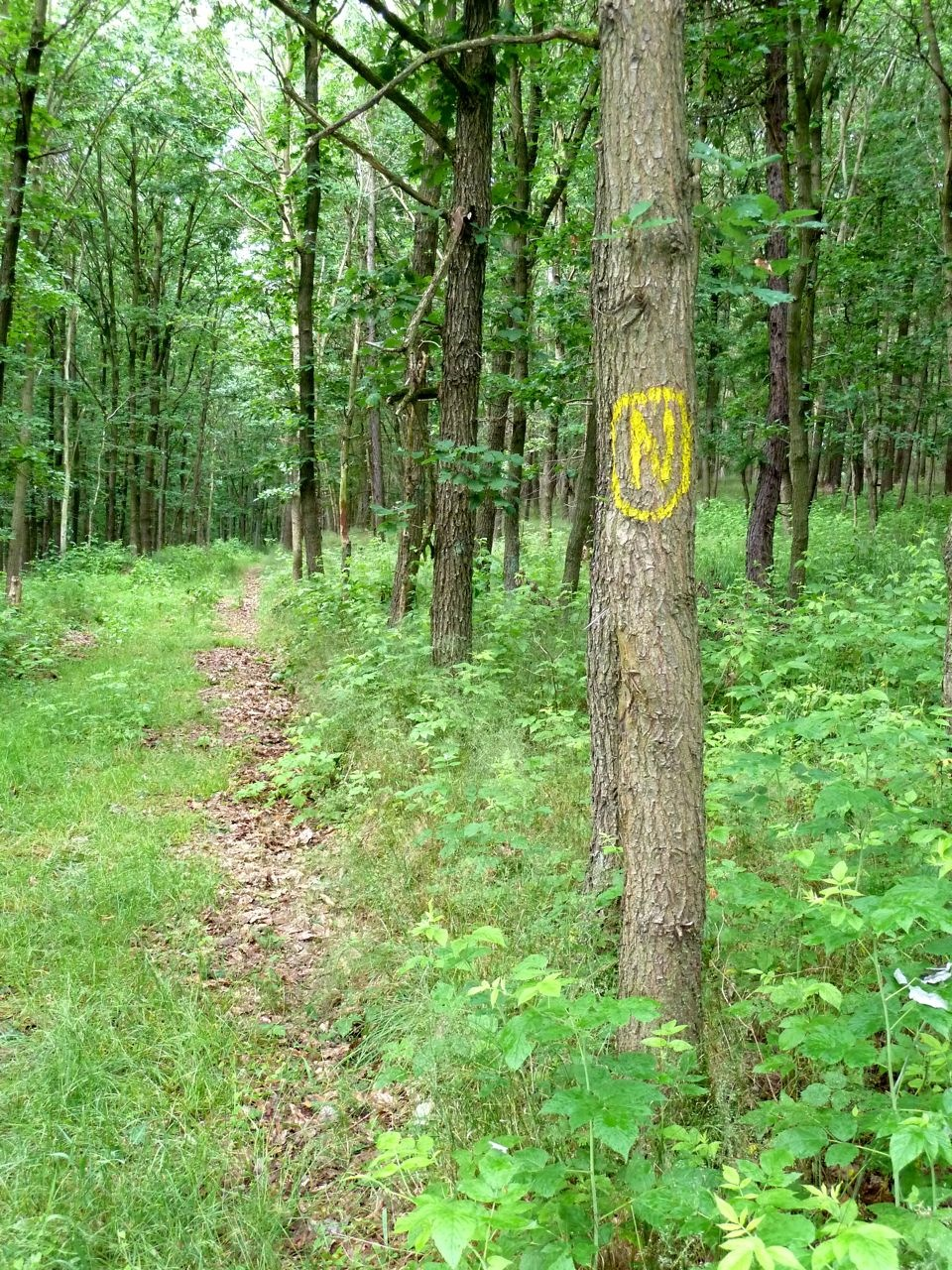
De gele letter “N” als markering van de route.

De Harzer Naturistenstieg is in Duitsland de eerste officiële wandelroute waar naakt gewandeld mag worden. Het is een rondwandelweg door de natuur in het Harzgebergte.

## Initiatief
Het idee tot een naaktwandelpad ontstond in 2008. De promotor was de eigenaar van een camping in Dankerode. Sinds 2009 werd de route wandel-technisch voorbereid en aangepast voor de specifieke wensen van de naaktwandelaar. Zo zijn bijvoorbeeld doornen en brandnetels verwijderd.
De officiële, maar informele vrijgave van de toen 18 kilometer lange route volgde eind mei 2010.

## De route
De route voert door het dal van de Wipper in de zuidelijke Harz ten westen van Wippra. Bij de stuwdam van Wippra zijn parkeerplaatsen die in de zomermaanden bewaakt worden. Wippra is vanuit Mansfeld met de trein Bahnstrecke Klostermansfeld–Wippra - ook wel bekend onder de naam "Wipperliese" - bereikbaar.
In 2011 trok de initiatiefnemer zich terug waarna de route iets werd ingekort.
De nu 13 kilometer lange rondwandelweg is op veel plaatsen omgeleid of juist ingekort omdat er in het bos ook paden lopen waar gewandeld wordt door mensen die niet met naakt geconfronteerd willen worden. De naaktwandelroute wordt dan ook aangegeven met de tekst op een bordje: “Willst Du keine Nackten sehen, darfst Du hier nicht weiter gehen!”. Hetgeen betekent: Als je geen naakte mensen wilt zien, moet je hier niet verdergaan. Het officiële wandelroute-teken is een gele cirkel met daarin de letter N. Het is overigens niet verplicht om de route naakt te wandelen.

## Bronnen

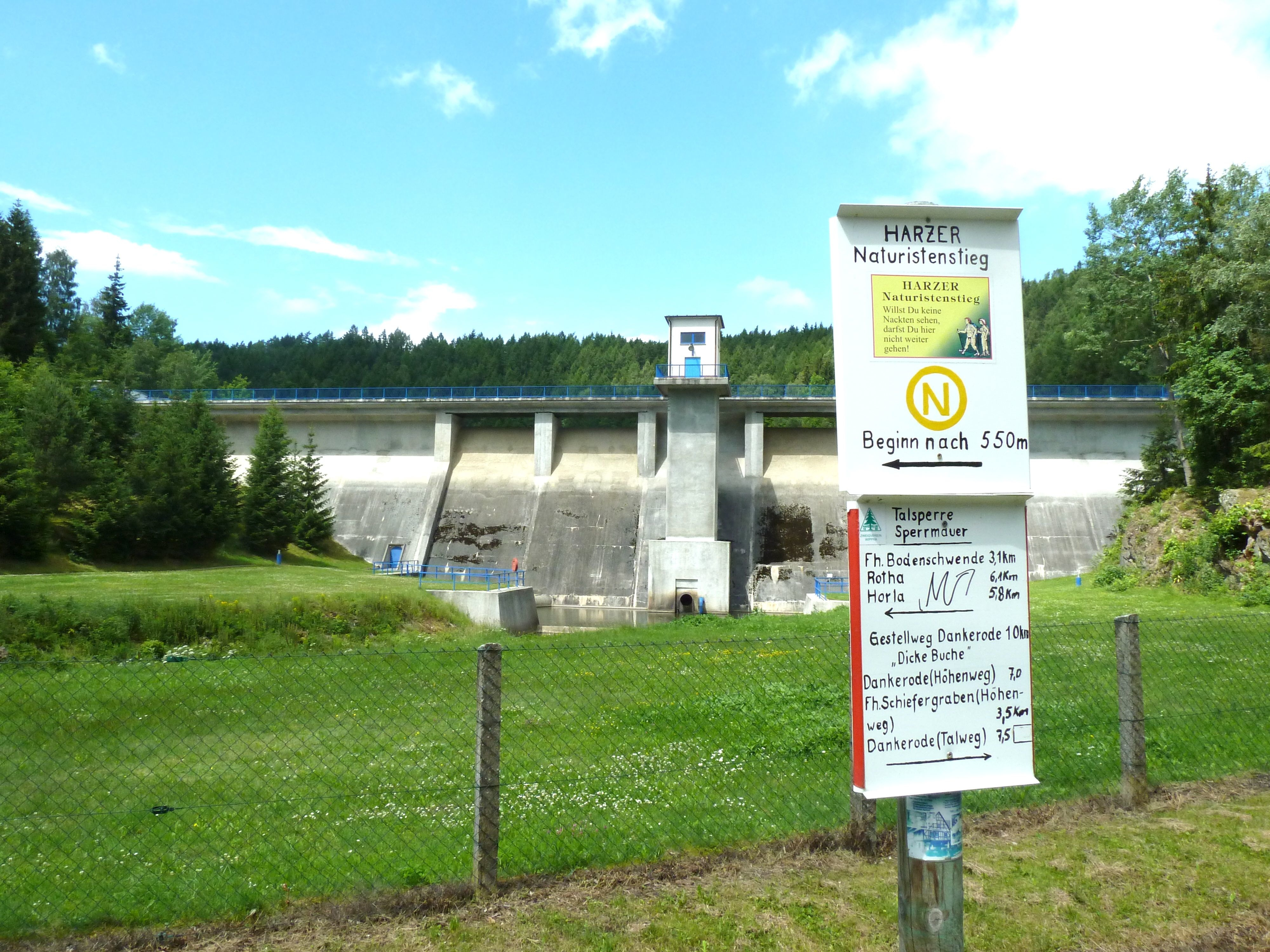
Het bordje nabij de stuwdam dat verwijst naar het begin van het naaktwandelpad.
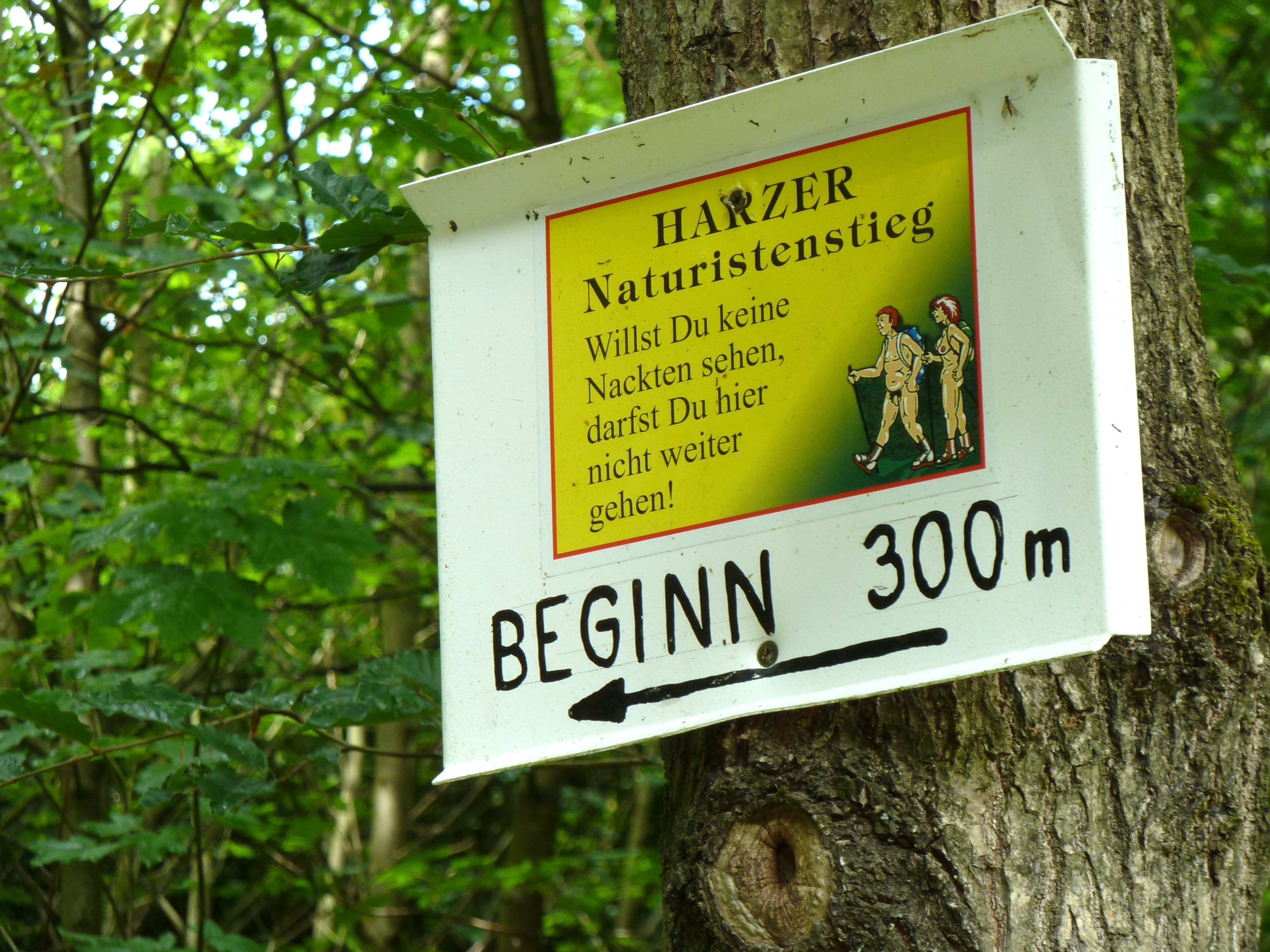
Het bordje dat duidt dat er naakt gewandeld wordt.